# Politique dans les Hauts-de-France
 (novembre 2023).
Si vous disposez d'ouvrages ou d'articles de référence ou si vous connaissez des sites web de qualité traitant du thème abordé ici, merci de compléter l'article en donnant les références utiles à sa vérifiabilité et en les liant à la section « Notes et références ».
Les territoires de la région Hauts-de-France sont plutôt ancrés à gauche, toutefois au cours de ces dernières années, on remarque une montée du vote pour l'extrême droite ou populiste de droite, notamment dans les anciennes cités minières.

## Collectivités territoriales des Hauts-de-France
L'actuel président des Hauts-de-France est Xavier Bertrand (LR), qui prend la suite des présidents des deux régions fusionnées : le Nord-Pas-de-Calais et la Picardie, à savoir Daniel Percheron (PS qui avait succédé à Michel Delebarre (PS) en 2001 et Claude Gewerc (PS) qui avait succédé, à la suite de sa victoire face une liste d'union de la droite, à Charles Baur (UDF).
Le conseil régional des Hauts-de-France compte 170 membres dont 14 pour le département de l'Aisne, 36 pour le Nord, 22 dans l'Oise, 45 pour le Pas-de-Calais et 12 pour la Somme. Il siège à Lille.

## Liste des présidents du conseil régional de Picardie
| Période | Période | Identité        | Étiquette | Qualité |
| ------- | ------- | --------------- | --------- | ------- |
| 1974    | 1976    | Jean Legendre   | CNIP      |         |
| 1976    | 1978    | Charles Baur    | UDF       |         |
| 1978    | 1979    | Max Lejeune     | PSD       |         |
| 1979    | 1980    | Jacques Mossion | DVD       |         |
| 1980    | 1981    | Raymond Maillet | PCF       |         |
| 1981    | 1983    | René Dosière    | PS        |         |
| 1983    | 1985    | Walter Amsallem | PS        |         |
| 1985    | 2004    | Charles Baur    | UDF       |         |
| 2004    | 2015    | Claude Gewerc   | PS        |         |

## Liste des présidents du conseil régional du Nord-Pas-de-Calais
De 1974 à 2015, les présidents du conseil régional du Nord-Pas-de-Calais ont toujours été de gauche.
| Nom                     | Parti | Parti     | Début | Fin  |
| ----------------------- | ----- | --------- | ----- | ---- |
| Pierre Mauroy           |       | PS        | 1974  | 1981 |
| Noël Josèphe            |       | PS        | 1981  | 1992 |
| Marie-Christine Blandin |       | Les Verts | 1992  | 1998 |
| Michel Delebarre        |       | PS        | 1998  | 2001 |
| Daniel Percheron        |       | PS        | 2001  | 2015 |

## Conseils départementaux
| Code | Département   | Préfecture | Population     | Superficie   | Président du conseil départemental | Tendance politique |
| ---- | ------------- | ---------- | -------------- | ------------ | ---------------------------------- | ------------------ |
| 02   | Aisne         | Laon       | 539 783 hab.   | 7 361,53 km2 | Nicolas Fricoteaux                 | UDI                |
| 59   | Nord          | Lille      | 2 603 472 hab. | 5 743 km2    | Christian Poiret                   | LR                 |
| 60   | Oise          | Beauvais   | 818 680 hab.   | 5 860 km2    | Nadège Lefebvre                    | LR                 |
| 62   | Pas-de-Calais | Arras      | 1 472 589 hab. | 6 671 km2    | Jean-Claude Leroy                  | PS                 |
| 80   | Somme         | Amiens     | 571 632 hab.   | 6 170 km2    | Laurent Somon                      | LR                 |

Des cinq départements composant la région seul le Pas-de-Calais est resté à gauche.

## Conseils municipaux
| Ville             | Maire                         | Maire |
| ----------------- | ----------------------------- | ----- |
| Lille             | Martine Aubry (PS)            |       |
| Amiens            | Brigitte Fouré (UDI)          |       |
| Roubaix           | Guillaume Delbar (LR)         |       |
| Tourcoing         | Doriane BECUE ([DVD])         |       |
| Dunkerque         | Patrice Vergriete (SE)        |       |
| Calais            | Natacha Bouchart (LR)         |       |
| Villeneuve-d’Ascq | Gérard Caudron (DVG)          |       |
| Saint-Quentin     | Frédérique Macarez (LR)       |       |
| Beauvais          | Caroline Cayeux (LR)          |       |
| Valenciennes      | Laurent Degallaix (UDI)       |       |
| Boulogne-sur-Mer  | Frédéric Cuvillier (PS)       |       |
| Wattrelos         | Dominique Baert (PS)          |       |
| Arras             | Frédéric Leturque (LC)        |       |
| Douai             | Frédéric Chéreau (PS)         |       |
| Compiègne         | Philippe Marini (LR)          |       |
| Marcq-en-Barœul   | Bernard Gérard (LR)           |       |
| Creil             | Jean-Claude Villemain (PS)    |       |
| Cambrai           | François-Xavier Villain (UDI) |       |
| Liévin            | Laurent Duporge (PS)          |       |
| Lens              | Sylvain Robert(PS)            |       |

## Parlementaires de la région Hauts-de-France

### Députés
Députés de l'Aisne
| Circ. | Député             | Parti | Parti | Suppléant             |
| ----- | ------------------ | ----- | ----- | --------------------- |
| 1re   | Aude Bono          |       | LREM  | Éric Bochet           |
| 2e    | Julien Dive        |       | LR    | Marie-Laurence Maître |
| 3e    | Jean-Louis Bricout |       | PS    | Catherine Lagrange    |
| 4e    | M. Marc Delatte    |       | LREM  | Florence Guillemin    |
| 5e    | M. Jacques Krabal  |       | LREM  | Jeanne Doyez Roussel  |

Députés du Nord
| Circonscription     | Identité                    | Parti | Parti | Autres mandats                                                                                           |
| ------------------- | --------------------------- | ----- | ----- | --- |
| 1re circonscription | Adrien Quatennens           |       | FI    | |
| 2e circonscription  | Ugo Bernalicis              |       | FI    | |
| 3e circonscription  | Christophe Di Pompeo        |       | REM   | |
| 4e circonscription  | Brigitte Liso               |       | REM   | |
| 5e circonscription  | Sébastien Huyghe            |       | LR    | |
| 6e circonscription  | Charlotte Lecocq            |       | REM   | |
| 7e circonscription  | Francis Vercamer            |       | UDI   | Maire de Hem                                                                                             |
| 8e circonscription  | Catherine Osson             |       | REM   | Adjointe au maire de Wattrelos, Conseillère départementale du canton de Roubaix-2                        |
| 9e circonscription  | Valérie Petit               |       | REM   | |
| 10e circonscription | Vincent Ledoux              |       | LR    | Maire de Roncq                                                                                           |
| 11e circonscription | Laurent Pietraszewski       |       | REM   | |
| 12e circonscription | Anne-Laure Cattelot         |       | REM   | |
| 13e circonscription | Christian Hutin             |       | DVG   | Maire délégué de Saint-Pol-sur-Mer                                                                       |
| 14e circonscription | Paul Christophe             |       | LR    | Maire de Zuydcoote, Conseiller départemental du canton de Dunkerque-2                                    |
| 15e circonscription | Jennifer de Temmerman       |       | REM   | |
| 16e circonscription | Alain Bruneel               |       | PCF   | |
| 17e circonscription | Dimitri Houbron             |       | REM   | |
| 18e circonscription | Guy Bricout                 |       | UDI   | Maire de Caudry, Président de la CC du Caudrésis - Catésis, Conseiller départemental du canton de Caudry |
| 19e circonscription | Sébastien Chenu             |       | FN    | |
| 20e circonscription | Fabien Roussel              |       | PCF   | |
| 21e circonscription | Béatrice Descamps-Marquilly |       | UDI   | Adjointe au maire de Thivencelle, Conseillère départementale du canton de Marly                          |

Liste des députés de l'Oise
| Circonscription     | Identité              | Parti  | Autres mandats                                                                               | Suppléant          |
| ------------------- | --------------------- | ------ | -------------------------------------------------------------------------------------------- | ------------------ |
| 1re circonscription | Olivier Dassault      | LR     |                                                                                              | Olivier Paccaud    |
| 2e circonscription  | Agnès Thill           | EM/REM |                                                                                              | Patrick Fizet      |
| 3e circonscription  | Pascal Bois           | EM/REM | CM de Chambly                                                                                | Isabelle Blanchard |
| 4e circonscription  | Éric Woerth           | LR     | Maire de Chantilly, ancien ministre du Gouvernement Fillon (1) et du Gouvernement Fillon (2) | Jean-Marc Simon    |
| 5e circonscription  | Pierre Vatin          | LR     |                                                                                              | Lucien Degauchy    |
| 6e circonscription  | Carole Bureau-Bonnard | EM/REM | Maire-Adjointe de Noyon                                                                      | Christian Jasko    |
| 7e circonscription  | Maxime Minot          | LR     | Maire d'Etouy                                                                                | Édouard Courtial   |

Députés du Pas-de-Calais
|                           |  | Identité                   | Étiquette | Autres mandats                                                                      |
| ------------------------- |  | -------------------------- | --------- | ----------------------------------------------------------------------------------- |
| Première circonscription  |  | Bruno Duvergé              | MoDem     | Conseiller départemental du canton de Bapaume, maire de Hamelincourt                |
| Deuxième circonscription  |  | Jacqueline Maquet          | REM       | -                                                                                   |
| Troisième circonscription |  | José Évrard                | FN        | Conseiller départemental du canton d'Harnes, conseiller municipal de Billy-Montigny |
| Quatrième circonscription |  | Daniel Fasquelle           | LR        | Maire du Touquet                                                                    |
| Cinquième circonscription |  | Jean-Pierre Pont           | REM       | Maire de Neufchâtel-Hardelot                                                        |
| Sixième circonscription   |  | Brigitte Bourguignon       | REM       | Conseillère municipale de Marquise                                                  |
| Septième circonscription  |  | Pierre-Henri Dumont        | LR        | Conseiller départemental du canton de Marck, maire de Marck                         |
| Huitième circonscription  |  | Benoît Potterie            | REM       | -                                                                                   |
| Neuvième circonscription  |  | Marguerite Deprez-Audebert | MoDem     | Conseillère régionale, maire-adjointe de Béthune                                    |
| Dixième circonscription   |  | Ludovic Pajot              | FN        | Conseiller régional, conseiller municipal de Béthune                                |
| Onzième circonscription   |  | Marine Le Pen              | FN        | Députée européenne                                                                  |
| Douzième circonscription  |  | Bruno Bilde                | FN        | Conseiller régional, maire-adjoint de Hénin-Beaumont                                |

Députés de la Somme
| Circonscription     | Nom                   |  | Parti           | Groupe                    | Suppléant            |
| ------------------- | --------------------- |  | --------------- | ------------------------- | -------------------- |
| 1re circonscription | François Ruffin       |  | Picardie debout | La France insoumise       | Zoé Desbureaux       |
| 2e circonscription  | Barbara Pompili       |  | REM             | La République en marche ! | Cécile Delpirou      |
| 3e circonscription  | Emmanuel Maquet       |  | Apparenté LR    | Les Républicains          | Patricia Poupart     |
| 4e circonscription  | Jean-Claude Leclabart |  | REM             | La République en marche ! | Marie-Laure Derivery |
| 5e circonscription  | Stéphane Demilly      |  | UDI             | Les Constructifs          | Grégory Labille      |

### Sénateurs
|  | Identité                  | Étiquette | Du         | Au | Autres mandats                                          |
|  | ------------------------- | --------- | ---------- | -- | ------------------------------------------------------- |
|  | Jean-François Rapin       | LR        | 01/10/2017 |    | Conseiller régional                                     |
|  | Sabine Van Heghe          | PS        | 01/10/2017 |    | Adjointe au maire de Dourges, conseillère communautaire |
|  | Catherine Fournier        | UDI       | 01/10/2017 |    | Conseillère régionale, maire de Fréthun                 |
|  | Michel Dagbert            | PS        | 01/10/2017 |    | Président du conseil départemental du Pas-de-Calais     |
|  | Jean-Pierre Corbisez      | PS        | 01/10/2017 |    |                                                         |
|  | Jean-Marie Vanlerenberghe | MoDem     | 01/10/2017 |    | Conseiller municipal d'Arras                            |
|  | Dominique Watrin          | PCF       | 01/10/2017 |    |                                                         |

|  | Identité          | Étiquette | Groupe | Autres mandats |
|  | ----------------- | --------- | ------ | -------------- |
|  | Jérôme Bignon     | LR        | LR     |                |
|  | Daniel Dubois     | UDI       | UDI-UC |                |
|  | Christian Manable | PS        | SOC    |                |

### Députés européens
Les Hauts-de-France sont inclus dans la circonscription Nord-Ouest pour les élections européennes.
Parmi les dix députés européens élus en 2014, huit sont implantés en Hauts-de-France :
- Christelle Lechevalier (FN, MENL)
- Sylvie Goddyn (FN, MENL), conseillère régionale
- Mylène Troszczynski (FN, MENL), conseillère régionale
- Steeve Briois (FN, MENL), maire d'Hénin-Beaumont
- Nicolas Bay (FN, MENL), conseiller régional
- Jérôme Lavrilleux (LR, PPE)
- Tokia Saifi (LR, PPE)
- Gilles Pargneaux (PS, PSE), conseiller municipal d'Hellemmes
- Karima Delli (EELV, PVE)
- Dominique Riquet (MoDem, PDE)

En 2019, à la suite des élections, il n'y a plus que cinq députés européens implantés en Hauts-de-France:
- Dominique Riquet (EM)
- Aurélia Beigneux (RN)
- Pascal Canfin (EM)
- Damien Carême (EELV)
- Karima Delli (EELV)